# Багратиони
Династија Багратиони (груз. ბაგრატიონი) је била владајућа династија у Грузији од средњег века до почетка 19. века. Династија је позната по најдужој владавини у историји Кавказа и Европе и једна је од најстаријих хришћанских династија на свету. Порекло династије предмет је расправа историчара. У сваком случају, припадници династије појављају се први пут почетком 9. века као хегемони у данашњој југозападној Грузији. Од 888. године називају се грузијским краљевима. Период владавине Багратиона од 11. до 13. века сматра се златним добом грузијске историје због низа војних и културних достигнућа. Власт династије слаби од 15. века, а коначно је свргнута 1810. године приликом анексије од стране Руског царства.

## Историја
Породица Багратиони доживела је успон у време сасанидског освајања Грузије у 6. веку. Успон је омогућен изумирањем династија Гварамида и Хозроида, а такође и грађанским ратовима у Абасидском калифату и борбама Калифата са Византијским царством. Иако им Арабљани нису дозвољавали да држе Тбилиси и источни Картли, Багратиони су се одржавали у покрајинама Кларџети и Мешкети. Под византијским протекторатом, Багратиони шире свој домен ка југу формирајући област познату као Тао-Кларџети. Ашот I Багратион постао је 813. године први председавајући кнез Иберије (Картлија). Носио је и византијску титулу куропалата. Грузијске земље остале су подељене. Арабљани су и даље држали Тбилиси. Ашотови унуци створили су три посебне гране династије, Картли, Тао и Кларџети, често водивши међусобне ратове. Огранак Картли преовладава. Арданаз IV је 888. године обновио монархију која није постојала од 580. године. 
Краљевина Грузија је током 11. века тешко одржавала своју независност од Византије и Селџука. Под владавином Давида IV Краљевство је доживело свој врхунац. Давид је 1122. године освојио Тбилиси. Опадањем византијске моћи и распадом Селџучког царства, Грузија је постала једна од најмоћнијих држава региона. Простирала се од северног Кавказа до северног Ирана, а на истоку до Мале Азије. Упркос грађанским ратовима, држава је наставила да напредује током владавина Димитрија I (1125-1156), Ђорђа III (1156-1184) и, посебно, краљице Тамаре (1184-1213). Главна мушка линија изумрла је смрћу краља Ђорђа, а наставила се кроз брак са аланским кнезом Давидом Сосланом. 
Упади Хорезмијаца (1225) и Монгола (1236) окончали су златно доба Грузије. Борба против монголске владавине довела је до стварања дијархије. Побочна грана династије Багратиони остварила је превласт над западним делом Грузије познатим као Краљевство Имерети. Држава је доживела успон током владавине Ђорђа V (1299-1346), али су упади монголског освајача Тамерлана (између 1386. и 1403.) нанели велики ударац краљевству. До 1490. године држава се распала на три независна краљевства: Картли (централна Грузија), Кахети (источна Грузија) и Имерети (западна Грузија) и пет полунезависних кнежевина: Одиши, Самегрели, Гурија, Абхазија и Сванети. На челу три краљевства налазиле су се три гране династије Багратиони. 
У наредна три века, грузијски владари задржали су аутономију као вазали Османлија, Сафавида, Афшарида и Каџара. Картли и Кахети постепено губе независност. Под Ираклијем II два краљевства су 1762. године уједињена. Након што му је Надир-шах 1747. године признао независност, Ираклије је успоставио хегемонију у источном Закавказју. Независност је опстала током владавине Занд династије у Персији. Уговором из 1783. године Грузија је под заштитом Руске империје. Међутим, Руси нису успели да пруже помоћ Грузији када је персијски владар Мухамед Кан Каџар 1795. године напао и опљачкао Тбилиси поново успостављајући сизеренство Персије. 
Ираклијев наследник, Ђорђе XII, поново је ступио у заштиту руског цара Павла I. Павле је понудио да Грузију прикључи Руској империји са широким степеном аутономије. Руси 1799. године улазе у Тбилиси. Павле је 18. децембра следеће године прогласио припајање Картли-Кахетија Руској империји. Проглас је чуван у тајности до смрти краља Ђорђа (28. децембар 1800). Александар I, Павлов наследник, потврдио је припајање Грузије Русији и свргавање Багратиони династије. Багратиони, иако разједињени, покушали су да организују отпор. Он је, међутим, био неуспешан. Последњи владар Имеретија, Соломон II, поражен је 1810. године. Умро је 1815. године у Турској.

## Галерија
- Баграт III Грузијски
- Давид IV Грузијски
- Ђорђе III Грузијски
- краљица Тамара Грузијска
- Ђорђе IV Грузијски
- Давид VI Грузијски
- Луарсаб II
- Тимураз I од Кахетија
- Соломон I од Имеретија
- Ђорђе XII од Картлија и Кахетија